# Josef Augustin
Nadvojvoda Josef August Viktor Klemens Maria Austrijski (Alcsut, 9. kolovoza 1872. – Rain, 6. srpnja 1962.) je bio austrougarski nadvojvoda i vojni zapovjednik. Tijekom Prvog svjetskog rata zapovijedao je 6. armijom i grupama armija na Istočnom i Talijanskom bojištu. 

## Vojna karijera
Josef Augustin rođen je 9. kolovoza 1872. u Alcsutu. Sin je nadvojvode Josefa Karla, inače generala konjice i zapovjednika ugarske komponente austrougarske vojske i nadvojvotkinje Clothilde od Saske-Coburga. Nakon završetka gimnazije u Raabu, u travnju 1890. s činom poručnika služi u 1. pješačkoj pukovniji, te nakon toga u 72. pješačkoj pukovniji. Godine 1893. stupa u brak s princezom Augustom Mariom Louisom od Bavarske, inače kćeri bavarskog princa Leopolda s kojom je tijekom braka imao šestoro djece. Od 1894. služi u 6. dragunskoj pukovniji, dok je u lipnju 1902. promaknut u čin bojnika. 
Kako se Josef osjećao prije svega Mađarem, tražio je od cara da služi u ugarskoj komponenti austrougarske vojske (Honvedu) što mu je i udovoljeno, te je 1902. premješten u 1. honvedsku husarsku pukovniju. U srpnju 1904. postaje zapovjednikom navedene pukovnije, dok je u svibnju 1905. promaknut u čin pukovnika. U studenom 1908. unaprijeđen je u general bojnika, nakon čega postaje zapovjednikom 79. honvedske pješačke brigade. Navedenom brigadom zapovijeda do travnja 1911. kada preuzima zapovjedništvo nad 31. pješačkom divizijom smještenom u Budimpešti, nakon čega je u svibnju 1911. unaprijeđen u čin podmaršala. Na čelu 31. pješačke divizije dočekuje i početak Prvog svjetskog rata.

## Prvi svjetski rat
Na početku Prvog svjetskog rata 31. pješačka divizija nalazila se u sastavu IV. korpusa kojim je zapovijedao Karl Tersztyanszky. Divizija je najprije raspoređena na Balkansko bojište, ali je ubrzo premještena na Istočno gdje u sastavu 2. armije pod zapovjedništvom Eduarda von Böhm-Ermollija sudjeluje u Galicijskoj bitci. U studenom 1914. Josef je unaprijeđen u generala konjice, te postaje zapovjednikom VII. korpusa s kojim sudjeluje u Karpatskoj ofenzivi.
Nakon ulaska Italije u rat na strani Antante, Josef je s VII. korpusom premješten na Talijansko bojište. Najprije se nalazi na tirolskom dijelu ratišta, da bi ubrzo korpus bio premješten na sočanski dio bojišta u sastav 5. armije kojom je zapovijedao Svetozar Borojević. U sastavu 5. armije Josef s VII. korpusom sudjeluje u Bitkama na Soči kojima je korpus, posebice u drugoj i četvrtoj, pretrpio teške gubitke, ali je usprkos istima uspio obraniti strateški važne položaje koje je držao. Zapovijedajući VII. korpusom Josef je stekao velik ugled među vojnicima, posebice onima mađarske nacionalnosti, brinući se o njihovim medicinskim, higijenskim i drugim potrebama, te ih često posjećujući na bojištu.
Dužnost zapovjednika VII. korpusa Josef je obnašao do studenog 1916. kada je nakon završetka Devete bitke na Soči promaknut u čin general pukovnika, te imenovan zapovjednikom Armijskog fronta nadvojvode Josefa koji je kasnije preimenovan u Grupu armija nadvojvode Josefa, a koji armijski front se nalazio na Istočnom bojištu. Zapovijedajući navedenim armijskim frontom odnosno grupom armija Josef sudjeluje u zaustavljanju Kerenskijeve ofenzive.
U siječnju 1918. Josef ponovno odlazi na Talijansko bojište gdje postaje zapovjednikom ponovno formirane 6. armije s kojom sudjeluje u Bitci na Piavi. U srpnju dobiva zapovjedništvo nad grupom armija nazvanom njegovim imenom koja se sastojala od 10. i 11. armije kojom je do tada zapovijedao Conrad. Krajem listopada 1918. promaknut je u čin feldmaršala, te je imenovan zapovjednikom grupe armija na Solunskom bojištu kojom je do tada zapovijedao Hermann Kövess.

## Poslije rata
Nakon što je Josefa unaprijedio u feldmaršala, car Karlo je 27. listopada 1918. imenovao Josefa regentom Mađarske. Josef je počeo pregovore radi stvaranja nacionalne vlade, ali je njegove planove onemogućila revolucija koja je izbila 31. listopada 1918. nakon koje je bio interniran na svoje imanje u Alcsutu. Nakon gušenja boljševičke revolucije pod vodstvom Bele Kuna, Josef je ponovno postao regentom koji imenuje predsjednika Vlade, te je za premijera imenovao Istvana Friedricha, a za zapovjednika vojske admirala Miklosa Horthyja. Međutim, sile Antante nisu željele da Josef bude regent novostvorene mađarske republike, pa je Josef 23. kolovoza 1919. prisiljen odstupiti, te mjesto regenta prepustiti Miklosu Horthyju.
Josef se nakon toga nije u potpunosti povukao iz politike, te je idućih godina bio poslanik u gornjem domu mađarskog parlamenta. Međutim, više od politike se posvetio znanosti i pisanju memoara. Tako je postao počasnim članom Mađarske akademije znanosti, čiji je bio i predsjednik od 1936. godine. Tijekom Drugog svjetskog rata podržavao je mađarsku fašističku stranku Strelasti križevi. Godine 1944. zbog sovjetskog napredovanja, bio je prisiljen izbjeći iz Mađarske, te se nastanio u Njemačkoj.
Preminuo je 6. srpnja 1962. godine u 90. godini života u Rainu.

## Vanjske poveznice
(eng.) Josef Augustin na stranici Firstworldwar.com

(eng.) Josef Augustin na stranici Austro-Hungarian-Army.co.uk

(eng.) Josef Augustin na stranici Oocities.org

(njem.) Josef Augustin na stranici Weltkriege.at